# Verwaltungsgemeinschaft Oebisfelde
Die Verwaltungsgemeinschaft Oebisfelde war eine Verwaltungsgemeinschaft im Ohrekreis in Sachsen-Anhalt und hatte ihren Sitz in Oebisfelde.

## Mitgliedsgemeinden
| - Bösdorf - Eickendorf - Etingen | - Kathendorf - Oebisfelde - Rätzlingen |

## Geschichte
Die Verwaltungsgemeinschaft Oebisfelde wurde 1994 durch den freiwilligen Zusammenschluss von sechs Gemeinden gegründet. Sie wurde zum 1. Januar 2005 aufgelöst und die Gemeinden wurden in die neu gegründete Verwaltungsgemeinschaft Oebisfelde-Calvörde eingegliedert.